# 粟屋謙
粟屋 謙（あわや けん、1883年（明治16年）3月21日 - 1938年（昭和13年）4月2日）は、日本の文部官僚、滝川事件当時の文部次官。山口県下関市長府出身。長府藩報国隊を組織した野々村勘九郎の孫。

## 経歴
旧長府藩士・教員である粟屋平一の長男として東京で生まれる。豊浦中学、第三高等学校を経て、1907年7月で東京帝国大学法科大学法律学科（独法）卒業し大学院に進む。同年7月、内務省に入省し東京府属となる。同年11月、文官高等試験に合格。以後、内務属、茨城県事務官を歴任。
1911年5月、文部省に転じ文部書記官兼文部省参事官に就任。1913年、宗教局が内務省から文部省に移管されたのを機に、宗教法制定に尽力。名古屋高等商業学校校長事務取扱、文部省宗教局長、同実業学務局長、同専門学務局長等を経て、1927年～29年、1931年～34年文部次官。1932年国民精神文化研究所初代所長(代行)。1934年恩賜財団愛育会の設立に文部次官として参画。従三位勲二等。

## 親族

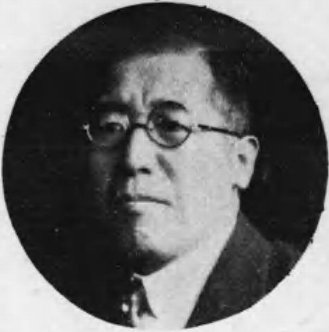
粟屋謙

- 妻 粟屋米子（工学者・藤岡市助の娘）

## 関連文献
- 「粟屋謙君」（井関九郎撰 『現代防長人物史 人』 発展社、1917年12月）
  - 井関九郎編 『近代防長人物誌 人』 マツノ書店、1987年2月
- 『職業指導』第11巻第5号、大日本職業指導協会、1938年5月

| 公職                     | 公職 | 公職                   |
| ------------------------ | --- | ---------------------- |
| 先代 中川健蔵 松浦鎮次郎 | 文部次官 教員検定委員会会長 維新史料編纂事務局長 学校衛生調査会会長 震災予防評議会会長 1931年 - 1934年 1927年 - 1929年 | 次代 三辺長治 中川健蔵 |
| 先代 （新設）            | 国民精神文化研究所長事務取扱 1932年 - 1934年                                                                           | 次代 関屋龍吉 所長     |
| 先代 松浦鎮次郎          | 医師試験委員長 歯科医師試験委員長 薬剤師試験委員長 1927年 - 1929年                                                     | 次代 潮恵之輔          |
| その他の役職             | |                        |
| 先代 赤司鷹一郎          | 大日本職業指導協会理事長 1933年 - 1938年                                                                               | 次代 松浦鎮次郎 会長   |